# Став (Лодзинське воєводство)
Став (пол. Staw) — село в Польщі, у гміні Чарножили Велюнського повіту Лодзинського воєводства.
Населення — 337 осіб (2011).
У 1975—1998 роках село належало до Серадзького воєводства.

## Демографія
Демографічна структура станом на 31 березня 2011 року:
|          | Загалом | Допрацездатний вік | Працездатний вік | Постпрацездатний вік |
| -------- | ------- | ------------------ | ---------------- | -------------------- |
| Чоловіки | 175     | 48                 | 102              | 25                   |
| Жінки    | 162     | 33                 | 92               | 37                   |
| Разом    | 337     | 81                 | 194              | 62                   |